# Monika Wagner
Monika Wagner (née le 28 février 1965 à Garmisch-Partenkirchen) est une curleuse allemande.